# Pedicularis brevirostris
Pedicularis brevirostris är en snyltrotsväxtart som beskrevs av Francis Whittier Pennell. Pedicularis brevirostris ingår i släktet spiror, och familjen snyltrotsväxter. Inga underarter finns listade i Catalogue of Life.